# Nadtocieve (Kosivșciîna), Sumî
Nadtocieve (în ucraineană Надточієве) este un sat în comuna Kosivșciîna din raionul Sumî, regiunea Sumî, Ucraina.

## Demografie
Componența lingvistică a localității Nadtocieve
     Ucraineană (100%)
Conform recensământului din 2001, toată populația localității Nadtocieve era vorbitoare de ucraineană (100%).